# Benjaminas Zelkevičius
Benjaminas Zelkevičius (ur. 6 lutego 1944 w Kownie) – litewski piłkarz i trener piłkarski, trzykrotny selekcjoner reprezentacji Litwy.

## Kariera piłkarska

### Kariera klubowa
Przez większą część kariery bronił barw występującego na poziomie drugiej i trzeciej ligi radzieckiej Žalgirisu Wilno. W ekstraklasie występował tylko przez jeden sezon - zaliczył 19 meczów jako zawodnik Szachtiora Donieck. Karierę zakończył w 1973 w wieku 29 lat.

## Kariera trenerska
Po zakończeniu wyczynowej gry w piłkę kontynuował współpracę z Žalgirisem. W 1977 objął funkcję pierwszego trenera i już w debiutanckim sezonie wywalczył awans do drugiej ligi. W 1979 był trenerem reprezentacji Litewskiej SRR na Spartakiadzie Narodów ZSRR. W 1982 uzyskał z drużyną Žalgirisu promocję do Wyższej Ligi. W 1983, po kilku miesiącach pracy w ekstraklasie został zwolniony, a jego miejsce zajął Algimantas Liubinskas. W kwietniu 1985 ponownie objął funkcję trenera wileńskiego klubu zastępując Liubinskasa. W sezonie 1987 Zelkevičius doprowadził Žalgiris do 3. miejsca w lidze - najlepszego wyniku w historii jego występów w radzieckiej ekstraklasie.
Po uzyskaniu niepodległości przez Litwę Zelkevičius został pierwszym powojennym selekcjonerem litewskiej drużyny narodowej. Tak jak wcześniej w Žalgirisie, Zelkevičius został zastąpiony przez Liubinskasa, by po trzech latach powrócić na stanowisko selekcjonera. Po raz trzeci Zelkevičius został trenerem litewskiej drużyny narodowej w 2001. Z kadrą Litwy nie osiągnął jednak żadnych sukcesów.
Jako trener klubowy przez kilka lat pracował w Rosji. Dwukrotnie, w 1997 i 1999 zaliczył spadek z ekstraklasy prowadząc odpowiednio KAMAZ Nabierieżnyje Czełny i Szynnik Jarosławl. W 2002 wywalczył awans do Pierwszego Dywizjonu (druga liga) z Bałtiką, którą prowadził równolegle z reprezentacją Litwy. Największe sukcesy odniósł jednak z łotewskim Liepājas Metalurgs - w 2005 zdobył mistrzostwo kraju przełamując zwycięską passę stołecznego Skonta. Z Metalurgsem dwukrotnie sięgał po wicemistrzostwo (2006, 2007) i krajowy puchar (2006).
Pod koniec stycznia 2009 objął funkcję szkoleniowca Łuczu-Energiji Władywostok.

## Sukcesy i odznaczenia

### Sukcesy klubowe
- wicemistrz Pierwszej Ligi ZSRR: 1966

### Sukcesy trenerskie
- mistrz Pierwszej Ligi ZSRR: 1982
- brązowy medalista ZSRR: 1987
- zdobywca Baltic Cup: 1991
- mistrz Łotwy: 2005
- wicemistrz Łotwy: 2006, 2007
- zdobywca Pucharu Łotwy: 2005

### Sukcesy indywidualne
- najlepszy piłkarz Litwy: 1971, 1972

### Odznaczenia
- nagrodzony tytułem Mistrza Sportu ZSRR: 1966
- nagrodzony tytułem Zasłużonego Trenera Litewskiej SRR: 1977
- nagrodzony tytułem Zasłużonego Trenera ZSRR: 1989